# علم النفس الطبي
علم النفس الطبي (بالإنجليزية: Medical psychology)‏ هو تطبيق مبادئ علم النفس على الممارسة الطبية، ومن الواضح بأنه يشمل أكثر من التوجيه الدوائي الأولي، لكلّ  من الاضطرابات الجسمانية (العضوية) والعقلية. ساهم كلٌّ من اختصاص الطب النفسي والتحالف الوطني لمزوّدي علم النفس الاختصاصي في تأييد واستخدام المناشير الاختصاصية لزيادة وعي الوكالات الحكومية، والجمعيات العلمية، وجمعيات الصحة العالمية عن التأثير المحدود لـ «المعالجات الدوائية لوحدها» في الاضطرابات النفسية والعديد من الاضطرابات الجسدية المزمنة المرتبطة بالموضوع. اختصاصي علم النفس الطبي هو مختصٌّ يحمل شهادة بورد بعلم النفس الطبّي من البورد الأميركي لعلم النفس الطبي ومعترف به من الاتحاد الوطني لممارسي علم النفس. يحمل الاختصاصي بعلم النفس الطبي درجة دكتوراه في واحد من الاختصاصات السريرية لعلم النفس، إذ يحصل على شهادة ما بعد الدكتوراه أو يقوم بتدريب تعليمي مُعتمد في العلوم الطبية الحيوية والصيدلانية والأمراض الجسدية مع المكوّنات الحياتية والسلوكية، ويكون قد أكمل الإقامة الخاضعة للإشراف التي تمدّه بالتشاخيص السريرية المتقدّمة، وإجراءات وصف الأدوية أو المعالجة الدوائية المشتركة مع المعالجة النفسية في خطةٍ علاجيةٍ شاملةٍ، ويكون قد نجح بواحد من الفحوص الكتابية الوطنية المقبولة، وزوّد نتائج العمل المُراجع، ونجح بالفحص الشفهي. جُهّز اختصاصيو علم النفس الطبي للقيام بأدوارٍ قيادية وفاعلة في مرافق الرعاية الأولية والرعاية الصحية التخصصية أو للقيام بالخدمات الاستشارية لهذه المباني. يختلف كثيراً اختصاصي علم النفس الدوائي عن اختصاصي علم النفس الطبي، مع أنه قد يُستخدم في الدولة الواحدة أسلوبٌ مشوّشٌ في قوانينها.
تعرّف الجمعية الأمريكية لتطوير المعالجة الدوائية علم النفس الطبّي (التابع لجمعية علم النفس الأمريكية) بأنه «فرع من علم النفس الذي يجمع وسائل المعالجة الدوائية والجسدية لتدبير الاضطرابات النفسية والانفعالية والمعرفية والسلوكية وتعاطي المخدّرات».
يحمل اختصاصي علم النفس الطبّي الحاصل على صلاحيةٍ في الوصف الطبي لأدويةٍ نفسيةٍ معيّنةٍ وأدويةٍ صيدلانيةٍ أخرى على شهادةٍ خاصةٍ في علم النفس الدوائي. يتساوى اختصاصيو علم النفس الطبي أو اختصاصي علم النفس الدوائي الحاصل على صلاحية في الوصف الطبي مع المزوّدين متوسطي المستوى الحاصلين على صلاحية في وصف الأدوية نفسية التأثير مثل مضادات الاكتئاب المستخدمة في الأمراض العصابية. وبأيّ حالٍ، لا يتساوى اختصاصي علم النفس الطبي تلقائياً مع اختصاصي علم النفس الحاصل على صلاحية في الوصف الطبي. وفي الواقع، لا يصف معظم اختصاصيي علم النفس الطبي الأدوية ولا يملكون الصلاحية للقيام بهذا.
يستعين اختصاصي علم النفس الطبي بالنظريات النفسية، والاكتشافاف النفسية العلمية، وأساليب كلٍّ من العلاج النفسي، والتعديل السلوكي، والمعالجة الحياتية، والعائلية، وبين الأشخاص، والمعرفية لتحسين الصحة الجسدية والنفسية للمريض. يعدّ اختصاصيو علم النفس مع تدريب ما بعد الدكتوراه كما اختصاصيي علم النفس الطبي هم الممارسين مع مهاراتٍ مكتسبة في علم النفس السريري، وعلم النفس الصحي، والطب السلوكي، وعلم النفس الدوائي، والعلوم الطبية. تدرّب الأطباء في الدراسات العليا وذوو المؤهّلات العليا للخدمة في مراكز الرعاية الأولية، والمستشفيات، ومراكز الرعاية الإقامية، ومرافق الرعاية طويلة الأجل، وبالتعاون مع عدّة اختصاصات للمعالجة ضمن فريق.

## اختصاص علم النفس الطبي
يتضمّن مجال علم النفس الطبي التدريب ما قبل الدكتوراة في مجالات علم النفس الصحي، وعلم النفس التأهيلي، وعلم نفس الأطفال، وعلم النفس العصبي، وعلم النفس الدوائي السريري، بالإضافة إلى التخصصات الفرعية في إدراة الألم، والرعاية الأولية النفسية، وعلم النفس في المشافي (أو في كلية الطب) بوصفه التدريب النفسي الأساسي للتأهل لإجراء التدريب الاختصاصي ما بعد الدكتوراه المطلوب للتأهل ليصبح مجاز/اختصاصي علم النفس الطبي. لكي يصبح الاختصاصي النفسي اختصاصي في علم النفس الطبي يجب أن يحمل شهادة البورد من البورد الأمريكي لعلم النفس الطبي والذي يتطلّب درجة دكتوراه في علم النفس، ورخصة لممارسة علم النفس، وشهادة ما بعد الدكتوراة أو تدريب تعليمي ما بعد الدكتوراة مقبول، وإقامة في علم النفس الطبي، والخضوع لعملٍ منتجٍ من أجل الفحص، فحص كتابي وشفهي من قبل البورد الأمريكي لعلم النفس الطبي. يحافظ البورد الأمريكي لعلم النفس الطبي على الفرق بين المختصّين بعلم النفس الدوائي وهؤلاء المهتمّين بممارسة إحدى المجالات المرتبطة بعلم النفس في مراكز الرعاية الأولية. لا يعدّ مصطلح علم النفس الطبي مصطلحاَ شاملاً، إذا يوجد العديد من التخصصات في علم النفس مثل علم النفس في الرعاية الصحية، ويشمل على النموذج النفسي الحيوي الاجتماعي (إنجل، 1977) للصحة النفسية/الجسدية ويمتد هذا النموذج إلى الممارسة السريرية من خلال البحث وتطبيق التشخيص المسند بالدليل وإجراءات المعالجة التي تشبه الاختصاص وجُهّزت للممارسة في إطار الرعاية الأولية والشاملة.
وبتبنّي النموذج النفسي الحيوي الاجتماعي، أقرّ مجال علم النفس الاجتماعي بأن الفرضية الديكارتية التي تعتبر الجسم والعقل كيانين منفصلين غير كافية، وتمثّل انقساماً اعتباطياً يعمل على الإضرار بالصحة العامة. يعكس أسلوب النموذج النفسي الحيوي الاجتماعي بأن علم النفس على الأفراد لا يمكن فهمه بدون الرجوع إلى البيئة الاجتماعية للفرد. وفي علم النفس الطبي، لا يستطيع النموذج الطبّي لوحده شرح القضايا الصحية المعقّدة أكثر من التفاسير النفسية الاجتماعية الدقيقة (لوفاين وأورابونا فوستر) للصحة النفسية والجسدية والتي يمكن لوحدها أن تكون شاملة.

## الواجبات
يُدرّب ويُجهّز اختصاصي علم النفس الطبّي وبعض اختصاصي علم النفس الدوائي لتعديل الحالات المرضية الجسدية والعمارة الخلوية الحالية وعمل الجهاز العصبي المركزي والأجهزة المرتبطة باستخدام التقنيات النفسية والنفسية الدوائية (عندما تسمح الحالة)، ولتأمين الوقاية من تقدّم المرض المتعلّق بالخيارات الحياتية والشخصية السيّئة، والتصوّرات الذهنية، والأنماط السلوكية، والتعرّض المزمن لتأثيرات التفكير السلبي، والاختيار، والمواقف، والظروف السلبية. يشمل اختصاص علم النفس الطبي التدريب على علم النفس الطبي الدوائي إذ يمكن وصف المواد نفسانية التأثير في الولايات التي تؤمّن السلطة التشريعية لذلك كطريقةٍ في الخطة العلاجية الكبرى والتي تتضمّن أيضاً تدخّلات نفسية. يمكن لاختصاصي علم النفس الطبي واختصاصي علم النفس الدوائي في الولايات التي لم تُحدّث قوانينها المتعلّقة بوصف الأدوية النفسية أن يقيِّموا المرضى والنصيحة بطريقة العلاج الدوائية النفسية المناسبة بالتعاون مع واصف مفوّض من قبل الولاية. يسعى اختصاصيو علم النفس الطبّي واختصاصيو علم النفس الدوائي الذين لم ينالوا شهادة البورد لإدراج المكوّنات الرئيسية للعوامل الاجتماعية والحيوية الطبية والنفسية للفرد وتُهيّأ للمساهمة في إسعاد الشخص بطريقةٍ تحترم الالتقاء الطبيعي لهذه المكوّنات. عندما يتعلّق الأمر بتزويد الرعاية الصحية السلوكية المعقولة والشاملة يكون التعامل مع كامل الأمر أفضل من تجميع أجزائه إذ يُؤهّل اختصاصي علم النفس الطبّي بشكلٍ فريدٍ للتعاون مع الأطبّاء الذين يعالجون المرضى من الأمراض الجسدية.

## الشهادات
يُعرّف علم النفس الطبي من قبل أكاديمية علم النفس الطبّي بأنه تدريبٌ خاصّ في مرحلة ما بعد الدكتوراة وصُمّم لتأمين تشخيصٍ متقدّمٍ وتدابير سريريةٍ في مرافق الرعاية الصحية والطبية بالاستفادة من معرفة ومهارات علم النفس السريري، وعلم النفس الصحي، والطب السلوكي، وعلم النفس الدوائي، وعلوم الطب الأساسية. أنشأت أكاديمية علم النفس الطبّي مسافةً ما بين اختصاصي علم النفس الدوائي الذين هم اختصاصيون بعلم النفس مع تدريبٍ متقدّمٍ في علم النفس الدوائي والذين قد يصفون أدوية أو يقومون باستشارةٍ مع الواصفين الممارسين من الممرضات أو الأطباء لتشخيص الأمراض النفسية وتحديد والنصح بالأدوية النفسية المناسبة، واختصاصي علم النفس الطبي الذي جُهّزوا للقيام بالاستشارة بعلم النفس الدوائي أو لوصف الأدوية، ولكن يجب أيضاً أن يتدرّبوا ليُجهّزوا على العمل مع المكوّنات الحياتية والسلوكية للاضطرابات الجسدية أو للاستشارة مع فريق رعاية صحية متعدّد الاختصاصات في مراكز الرعاية الأولية أو المشافي العمومية بالإضافة إلى الأدوار الأولية في معالجة الاضطرابات النفسية واضطرابات تعاطي المخدرات. اُعتمدت هذه المسافة بين اختصاص علم النفس الطبي واختصاصي علم النفس الدوائي من قبل التحالف الوطني لمزوّدي علم  النفس الاختصاصي (جمعية الممارسين الوطنيين لعلم النفس.